# Washington Dulles International Airport

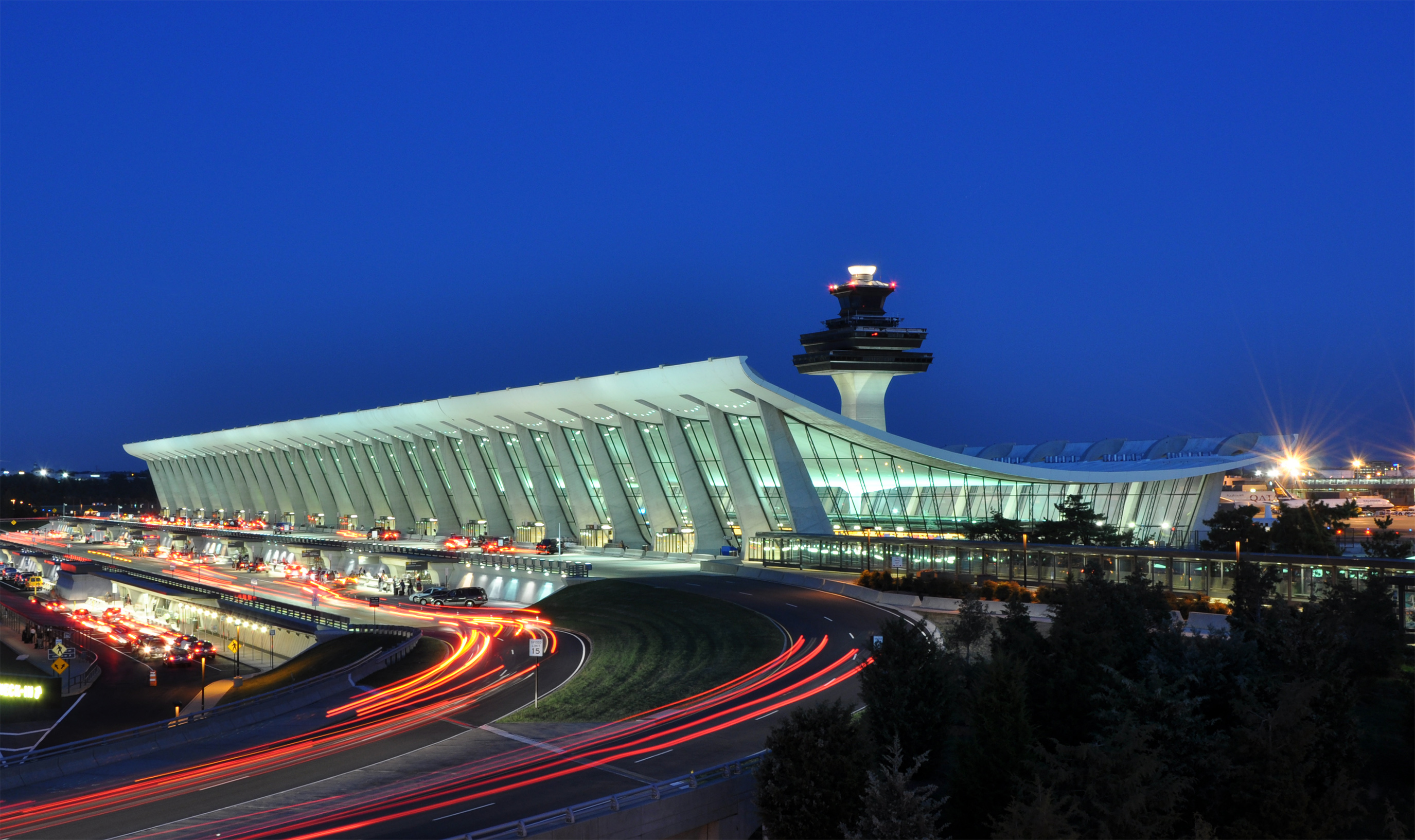
Huvudterminalen som ritades av Eero Saarinen.

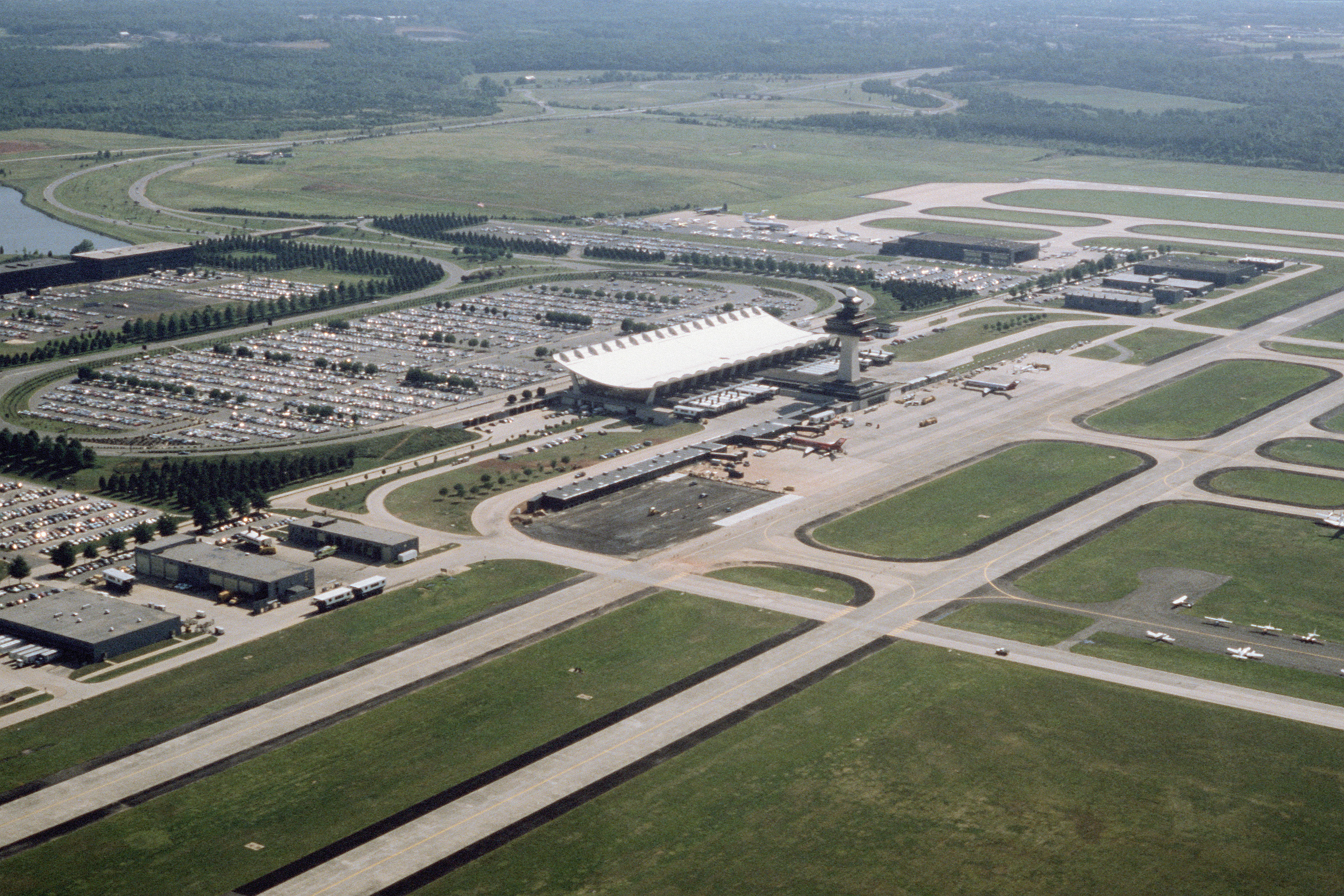
Dulles flygplats 1985.

Washington Dulles International Airport (IATA: IAD, ICAO: KIAD, FAA LID: IAD) är en flygplats belägen i Fairfax County och Loudoun County, Virginia, 41,6 kilometer väster om Washington, D.C.
Flygplatsen invigdes 1962 och är uppkallad efter John Foster Dulles, som var USA:s utrikesminister under president Dwight D. Eisenhower 1953–1959. 
Washington Dulles International Airport är en viktig hub för United Airlines. Washington Dulles trafikeras av SAS från Köpenhamn-Kastrups flygplats.
Under 2022 öppnade en förlängning av Silver Line i Washingtons tunnelbana dit, efter många års försening.